# リーヴォリ
リーヴォリ（イタリア語: Rivoli）は、イタリア共和国ピエモンテ州トリノ県にある都市であり、その周辺地域を含む人口約4万8000人の基礎自治体（コムーネ）。

## 地理

### 位置・広がり

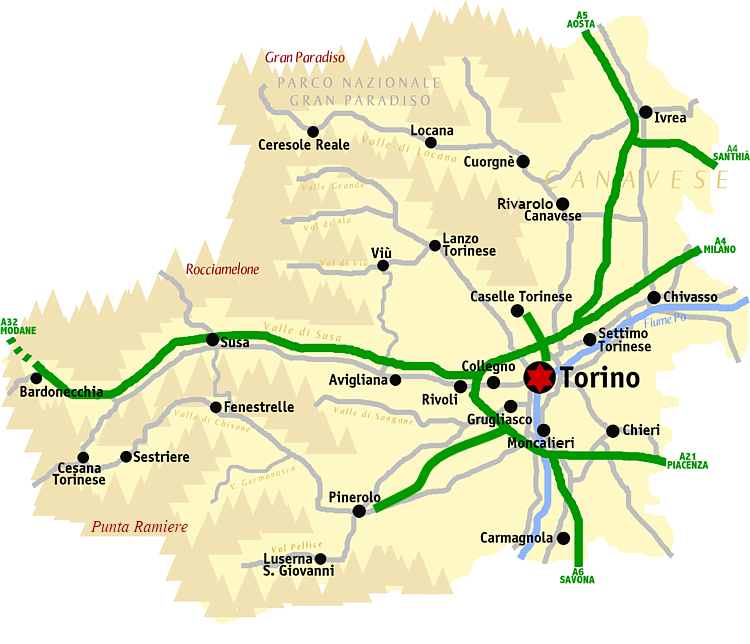
トリノ県概略図

県都・州都トリノの西約14kmの距離にある。

#### 隣接コムーネ
隣接するコムーネは以下の通り。
- アルピニャーノ
- カゼレッテ
- コッレーニョ
- グルリアスコ
- オルバッサーノ
- ピアネッツァ
- リヴァルタ・ディ・トリーノ
- ロスタ
- トリーノ
- ヴィッラルバッセ

## 行政

### 分離集落
リーヴォリには、以下の分離集落（フラツィオーネ）がある。
- Bruere, Cascine Vica, Tetti Neirotti, Borgo Nuovo

## 観光
- リヴォリ城（it:Castello di Rivoli）：ユネスコ世界遺産サヴォイア王家の王宮群の一部として指定されている。スーザ谷に向かう戦略的な場所であるリーヴォリに位置する14世紀からのサヴォイア家の城。15世紀以降、居住用の宮殿に改築された。さらにその後、ミケランジェロ・ガローヴェが改築を開始し、フィリッポ・ユヴァッラがスペルガ寺院とを視覚的に結ぶ形で設計した。現在、現代美術館（it:Museo d'Arte Contemporanea）が併設されている。

## 姉妹都市
リーヴォリの姉妹都市は以下の通り。
- w:Mollet del Vallès, スペイン
- w:Ravensburg, ドイツ
- クラーニ, スロヴェニア
- モンテリマール, フランス